# David de Haen
David de Haen (Amsterdam, 1585 – Roma, 8 agosto 1622) è stato un pittore olandese caravaggesco attivo a Roma dal 1615 al 1622.

## Biografia
In giovane età si trasferì a Roma dove rimase per il resto della sua breve vita. Lavorò con Dirck van Baburen a Roma per la decorazione della cappella della Pietà nella Chiesa di San Pietro in Montorio (1617–20). Nel 1619 e nella primavera del 1620 de Haen e van Baburen vissero nella stessa casa nella parrocchia di Sant'Andrea delle Fratte. Fu un seguace del Caravaggio e dipinse scene religiose e storiche.
Morì a Roma a Palazzo Giustiniani l'8 agosto 1622.